# هوارد ونايت
هوارد ونايت (بالإنجليزية: Howard Knight)‏ هو سياسي أمريكي، ولد في 22 ديسمبر 1926 في رويال أوك في الولايات المتحدة، وتوفي في 6 نوفمبر 2002 في فريمونت في الولايات المتحدة.
حزبياً، نشط في الحزب الجمهوري. وقد انتخب عضو مجلس نواب أوهايو.